# Bandiera delle Isole Åland
La bandiera delle isole Åland è costituita da una croce scandinava rossa, bordata da una fascia gialla di uguale spessore rispetto a quella interna, posta su campo blu.
Utilizzata per la prima volta a Mariehamn il 3 aprile 1954, la bandiera riprende la croce gialla in campo blu della bandiera svedese, all'interno della quale è inserita una croce rossa, che riprende il colore dello stemma della Finlandia.
La bandiera può essere usata ufficialmente nella regione autonoma delle isole Åland e nelle imbarcazioni registrate nell'arcipelago. Queste ultime possono scegliere autonomamente se usare questa bandiera oppure quella finlandese. Le imbarcazioni di proprietà dei residenti delle isole Åland utilizzano comunque esclusivamente la bandiera dell'arcipelago.

## Bandiere storiche

Bandiera non ufficiale in uso dal 1921 al 1954
Bandiera proposta nel 1952